# African Invertebrates
African Invertebrates è una rivista scientifica ad accesso libero e sottoposta a revisione paritaria che tratta la tassonomia, la sistematica, la biogeografia, l'ecologia, la conservazione e la paleontologia degli invertebrati afrotropicali, sia terrestri che d'acqua dolce o marini. Dal 2016 è pubblicata dalla Pensoft Publishers per conto del KwaZulu-Natal Museum. Da tale data il caporedattore è John M. Midgley (KwaZulu-Natal Museum).

## Storia
La rivista è stata fondata nel 1906 con il nome di Annals of the Natal Government Museum e, dopo il 1910, è stata ribattezzata Annals of the Natal Museum. Nel 1989, la rivista ha smesso di pubblicare articoli di archeologia e antropologia, che sono stati trasferiti a una nuova rivista, il Natal Museum Journal of Humanities (in seguito Southern African Humanities), mentre gli Annals of the Natal Museum iniziarono a focalizzarsi sulle scienze naturali. La rivista ha ottenuto il nome attuale nel 2001, quando il suo perimetro editoriale è stato limitato allo studio degli invertebrati.

## Indicizzazione
Gli abstract e gli articoli della rivista sono indicizzati da:
- BIOSIS Previews[2]
- Embase[3]
- GeoRef
- Science Citation Index Expanded[2]
- Scopus[4]
- The Zoological Record[2]

Secondo Web of Science, nel 2024 la rivista ha ricevuto un fattore di impatto pari a 1.1, posizionandosi nel terzo quartile delle categorie dedicata all'entomologia, zoologia e paleontologia.